# 拉爾斯·呂迪格
拉爾斯·呂迪格（德語：Lars Rüdiger，1996年4月17日—），德国跳水運動員。他在2018年歐洲游泳錦標賽的男子雙人三米板比賽上獲得銅牌。他和帕特里克·豪斯丁獲得2020年夏季奧林匹克運動會跳水男子雙人3公尺跳板比賽銅牌。